# 야바나

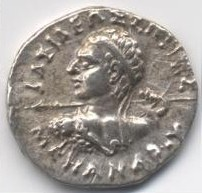
인도의 "요나" 그리스인 왕 메난드로스 1세(기원전 160~135년). 그리스어 비문: Bασιλέως Σωτῆρος Μενάνδρου, 문자적으로 "구원자 메난드로스 왕의".

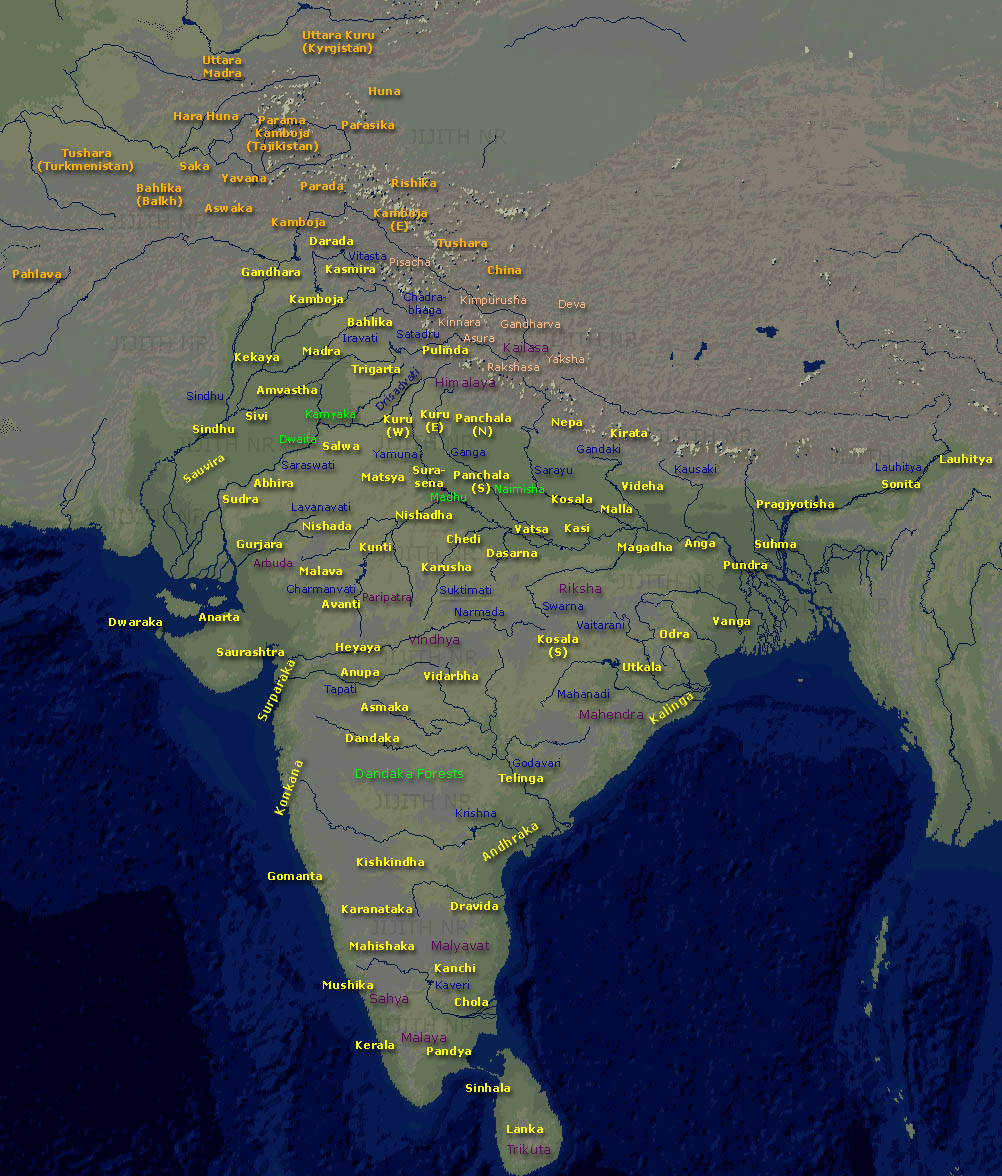
바라타 칸다 또는 인도 서사시에 언급된 왕국 및 공화국 위치와 함께 나타난 야바나 왕국.

야바나(산스크리트어: यवन) 또는 요나(팔리어: Yona)는 그리스어의 이오니아인(고대 그리스어: Ἴωνες <Ἰάoνες <* Ἰάϝoνες)을 각각 산스크리트어 및 팔리어(또는 프라크리트어)로 음역한 단어로, 고대 인도에 거주하던 그리스인들을 지칭한다.
두 용어는 고대 산스크리트어 문헌에 나타난다. 예를 들어, 야바나는 마하바라타에 나타나는 반면, 요나는 스리랑카 연대기인 마하밤사와 같은 텍스트에 나타난다.
아소카의 칙령에서 요나인은 캄보자인과 함께 귀족과 노예 두 계급만 존재하는 사회를 지닌 자들로 언급되었다.
이러한 용어와 그리스인 사이의 직접적인 연관성을 입증하는 사례들은 다음과 같다.
- 페르세폴리스 행정 기록 보관소(기원전 550~333년)에서 "야우나"에 대한 언급.[2]
- 아소카 칙령(기원전 280년)에서 "요나 왕 암티요카"에 대한 언급
- 비디샤의 헬리오도로스 기둥에서 "요나 왕 아탈리키타사"에 대한 언급(기원전 110년)
- 밀린다왕문경에서 밀린다 왕과 "요나인 500명"으로 구성된 경호원.
- 야바나 자타카 "야바나의 탄생"(서기 150년)에서 그리스 점성술과 그리스어 낱말에 대한 설명.
- 마하밤사(서기 4세기) 제29장에 있는 "요나의 도시" 캅카스의 알렉산드리아에 대한 언급.

일반적으로 "요나" 또는 "요나카"는 오늘날 그리스의 헬레니즘 양식을 가리키는 반면 "야바나"는 그리스인 또는 인도-그리스인을 가리키는 단어로 사용된다.

## 고대 세계의 유사 용어

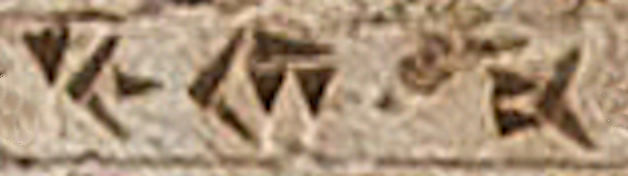
이오니아 그리스인을 지칭하는 아케메네스 제국의 이름: 야우나(고대 페르시아어 설형문자: 𐎹𐎢𐎴), 다리우스 1세의 DNa 비문, c. 기원전 490년

이러한 용법은 지중해에서 신드주에 이르는 그리스 동부의 많은 국가에서 공유되었다.
- 고대 이집트인들은 ywnj-ꜥꜣ라는 단어를 사용했다.
- 아랍어로는 유난(Yūnān)이다.
- 아시리아인들은 야와누(Iawanu)라는 단어를 사용했다.
- 바빌론인들은 야만(Yaman)과 야마나야(Yamanaya)라는 단어를 사용했다.[4]
- 성서 히브리어에서는 유언(Yāwān)(יוון‎)이었다. (현대 히브리어 야반)
- 페르시아인들은 그리스인을 지칭하는 고대 페르시아어 단어인 "야우나"(Yauna)를 사용했다(문자적으로 '이오니아인'으로, 이들은 페르시아인과 광범위하게 접촉한 최초의 그리스인이었기 때문이다).[5]
- 오늘날 페르가나에 대한 고대 중국어 타칭 이름과 자칭 이름은 "대완"으로, 이는 요나(Yona)라는 용어에서 유래했을 수 있다.

## 역사
"요나"와 "야바나", 또는 "야우나" 및 "자바나"와 같은 변형 용어는 반복적으로 나타나며, 특히 셀레우코스 제국, 그리스-박트리아 왕국 및 인도-그리스 왕국과 같이 기원전 4세기부터 서기 1세기까지 수 세기 동안 펀자브와 인접하거나 때로는 점령했던 그리스 왕국과 관련하여 나타난다. 야바나르는 상감 시대에 초기 촐라와의 활발한 교역을 묘사하는 파티나팔라이와 같은 상감 문학 서사시에서 자세히 언급된다.
알렉산드로스 대왕의 침략 이후, 인도 북서부 아케메네스 제국의 동부 지역에는 캄보자인의 이웃으로 그리스인 정착지가 존재했다. 초기 불경에서 요나인에 대한 언급과 메난드로스 1세(팔리어: Milinda)는 이와 관련이 있을 수 있다.
야바나인들은 파니니 문법학자에 의해 언급되었는데, 아마도 그들의 문자를 지칭하는 것이었을 것이다.

### 불교에서의 역할

#### 아소카의 칙령(기원전 250년)

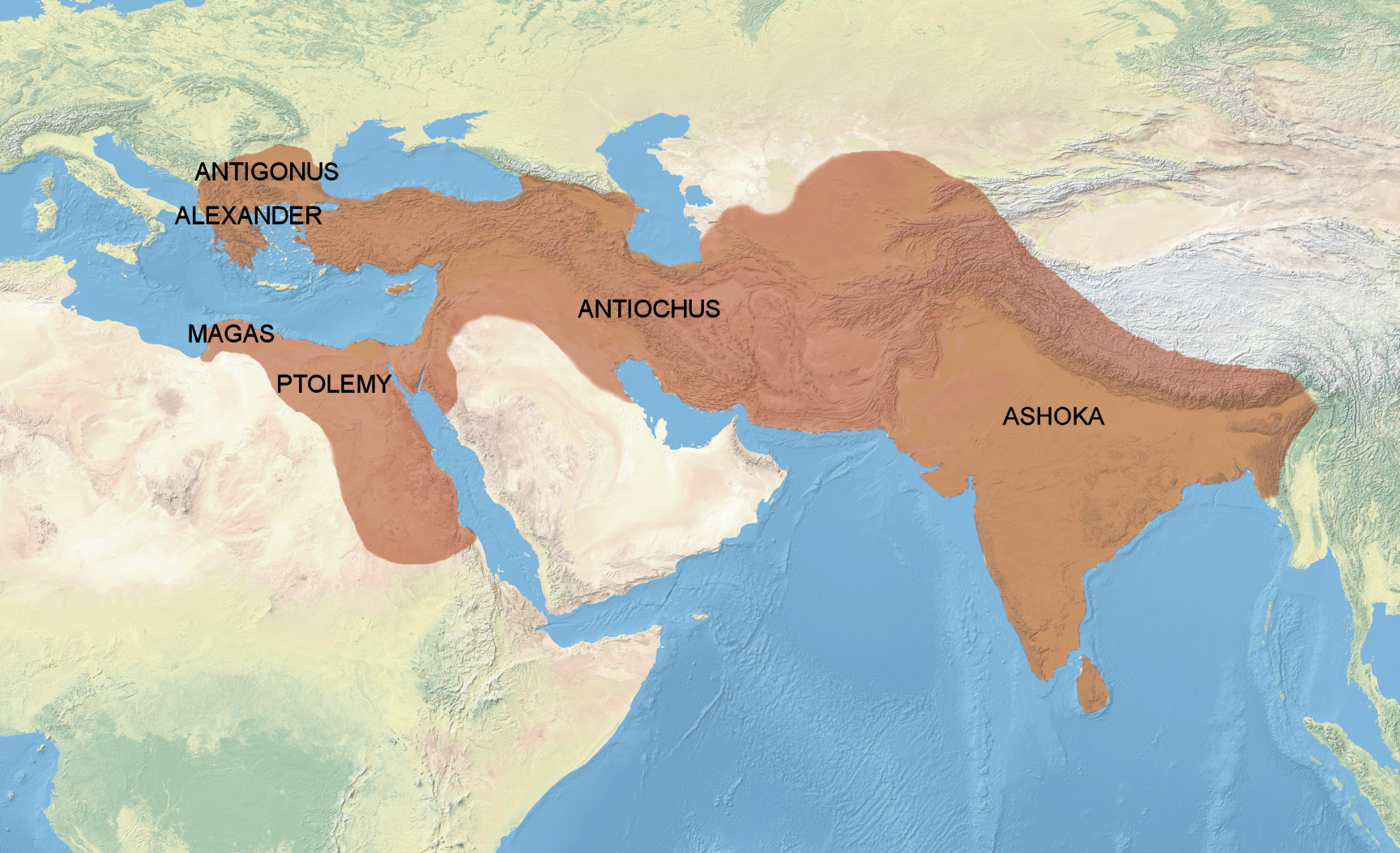
아소카의 주요 암각 칙령 13호에 따른 아소카(기원전 260~218년)가 "다르마에 의해 정복"했다고 기록된 영토.

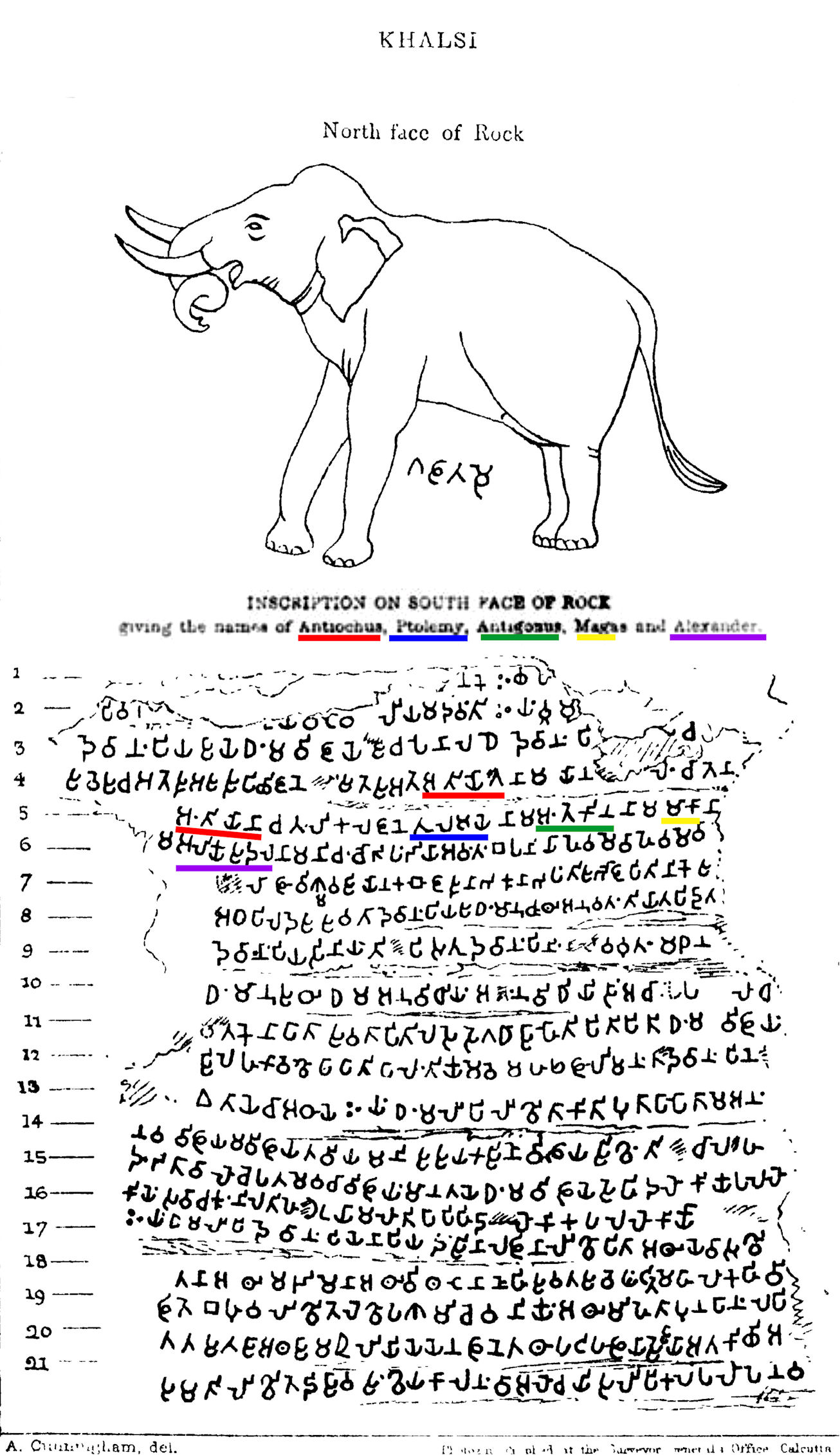
칼시 바위 칙령. 아소카의 칙령으로 그리스 왕 안티오코스, 프톨레마이오스, 안티고노스, 마가스, 알렉산드로스의 이름이 언급되어 있다(색으로 밑줄). 여기서 그리스 통치자들은 "요나"(비문을 번역할 때 첫 번째 안티고노스 등장 이후 세 번째와 네 번째 문자는 빨간색 브라흐미 문자: 𑀬𑁄𑀦으로 표시)로 묘사된다.

몇몇 더 잘 알려진 예로는 아소카의 칙령(기원전 250년경)이 있는데, 여기서 황제 아소카는 그의 통치하에 있는 그리스인들을 언급한다. 암각 칙령 5호와 13호는 캄보자인과 간다라인과 함께 요나인(또는 그리스인)을 제국의 변경을 형성하는 속민으로 언급하며, 서쪽의 그리스 통치자들에게 지중해까지 사절을 보냈다고 증명하며 그들의 이름을 하나씩 정확하게 명시한다.
암각 칙령 13호의 간다라어 원문에서 서쪽의 그리스 왕들은 "요나"라는 용어와 명확하게 연관되어 있다. 안티오코스는 "암티요코 나마 요나라자"(문자적으로 "안티오코스라는 이름의 그리스 왕")로 언급되며, 그 너머에는 네 명의 다른 왕들이 살고 있다: "파람 차 테나 아티요케나 카투레 4 라자니 투라나예 나마 암티키니 나마 마카 나마 알리카수다로 나마"(문자적으로 "그리고 안티오코스 너머에 프톨레마이오스라는 이름, 안티고노스라는 이름, 마가스라는 이름, 알렉산드로스라는 이름의 네 왕이 있다").

#### 불교 경전에서
디파밤사 및 1861년 사사나 밤사와 같은 다른 불경들은 제3결집 이후 장로 승려(테로) 마하락키타가 "요나국"으로 파견되어 요나인과 캄보자인 사이에서 불교를 전파했으며, 동시에 요나인 장로 승려(테로) 담마락키타가 서인도의 아파란타국으로 파견되었다고 밝힌다. 아소카의 암각 칙령 13호 또한 요나인과 캄보자인(요나캄보제수)을 짝지어 언급하며, 브라흐만과 슈라마나는 요나인과 캄보자인의 땅을 제외한 제국의 모든 곳에서 발견된다고 전한다.

#### 마하밤사
스리랑카의 마하밤사 또는 "대연대기"는 테라 마하락키타가 요나국으로 설교하러 파견된 것과, 아파란타("서쪽 끝")로 파견된 요나 테라 담마락키타를 언급한다.
또한 아누라다푸라 국왕 판두카바야가 아누라다푸라의 수도 일부를 요나인들을 위해 할애했다고 언급한다.
또 다른 요나 테라, 마하담마락키타는 요나국의 캅카스의 알렉산드리아에서 와서 루완웰리사야 건축에 참여했다고 언급된다.

#### 밀린다왕문경
또 다른 예로는 밀린다왕문경(제1장)이 있는데, 여기서 "요나카"는 위대한 인도-그리스 왕 메난드로스(기원전 160~135년)와 그를 항상 수행하는 "500명의 그리스인" 경호원을 지칭하는 데 사용된다.

### 인도 침공
마하바라타의 바나파라바는 "믈레차 샤카, 야바나, 캄보자, 바흘리카 등의 왕들이 칼리 유가에 부당하게 대지를 지배할 것이다..."라는 예언을 포함한다. 이 언급은 명백히 북인도에서 마우리아 및 숭가 제국의 붕괴와 그에 따른 야바나, 캄보자, 사카, 파흘라바 등 이민족 무리의 점령 이후의 혼란스러운 정치적 상황을 암시한다.

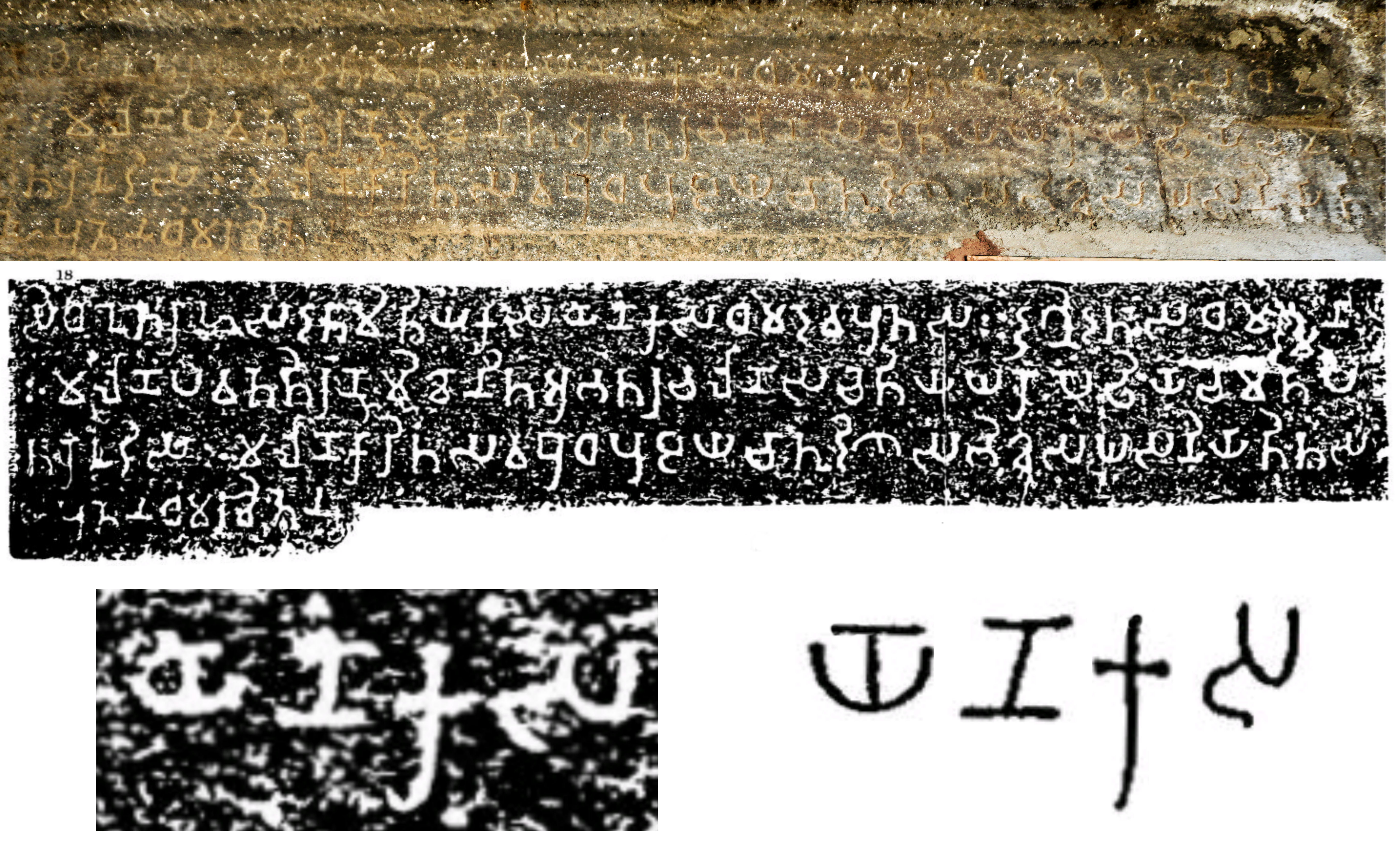
나시크 석굴의 17번 동굴 벽면에 새겨진 그리스 혈통 남성의 봉헌문(사진 및 탁본). "요-나-카-사" 단어(요나카의 형용사 형태, 브라흐미 문자 𑀬𑁄𑀡𑀓𑀲)의 세부 사항, 나시크/칼라 시대 브라흐미 문자를 참고 자료로 사용. 서기 120년경.

발미키의 라마야나 발라 칸다에는 샤카, 야바나, 캄보자, 파흘라바 등의 전쟁하는 믈레차 무리에 대한 중요한 언급이 있다.
H. C. 레이차드후리 박사, B. C. 로 박사, 사티아 슈라바 박사 등 인도학자들은 이 구절들에서 야만적인 사카, 야바나, 캄보자, 파흘라바 등의 북서쪽에서 침략해 온 혼합 무리들과 힌두교도들 간의 투쟁의 명확한 단면을 본다. 이러한 투쟁의 시기는 기원전 2세기 이후이다.
다른 인도 기록들은 기원전 180년에 요나인들이 사케타, 판찰라, 마투라, 파탈리푸트라를 공격한 것을 예언하는데, 이는 아마도 숭가 제국에 대항하고 불교를 옹호하기 위함이었을 것이다: "사케트, 판찰라, 마투라의 땅을 정복한 후, 사악하고 용맹한 야바나인들은 쿠수마드바자('꽃의 깃발 도시', 파탈리푸트라)에 도달할 것이다. 파탈리푸트라의 두꺼운 진흙 요새에 도달하면 모든 지방은 의심할 여지 없이 혼란에 빠질 것이다. 궁극적으로 나무 모양의 공성 기계와 함께 대규모 전투가 뒤따를 것이다." "야바나인들이 지배하고, 왕들은 사라질 것이다. (그러나 궁극적으로) 전투에 취한 야바나인들은 마디아데사(중앙 국가)에 머무르지 않을 것이다. 그들 자신의 나라에서 내전이 발생할 것이며, 끔찍하고 잔인한 전쟁이 벌어질 것이다." 마하바라타의 "아누샤사나파라바"는 마지히마데사 지역이 야바나와 캄보자에게 침략당했으나 나중에 완전히 패배했다고 명시한다. 마지히마데사("중앙 국가, 중앙 지대")에 대한 요나인의 침략은 요나인과 캄보자인이 공동으로 수행했다. 여기서 마지히마데사는 당시 아프가니스탄, 파키스탄, 중앙아시아의 많은 부분을 포함했던 대인도의 중심을 의미한다.

### 다른 언급
중앙 인도의 비디샤에 있는 기원전 110년의 헬리오도로스 기둥에는 숭가 황제 바가바드라의 궁정에 사절을 보냈던 인도-그리스 왕 안티알키다스 또한 "요나"로 불렸다고 기록되어 있다.
마하밤사는 고대 스리랑카의 아누라다푸라에 요나인 정착지가 있었음을 증명하며, 이는 동서 교역에 기여했을 것으로 보인다.
수망갈라 빌라시니와 같은 불경들은 야바나인의 언어를 밀락카바사(즉, 불순한 언어)로 분류한다.
타밀라캄의 로마인 상인들도 야바나인으로 간주되었다.

#### 산치

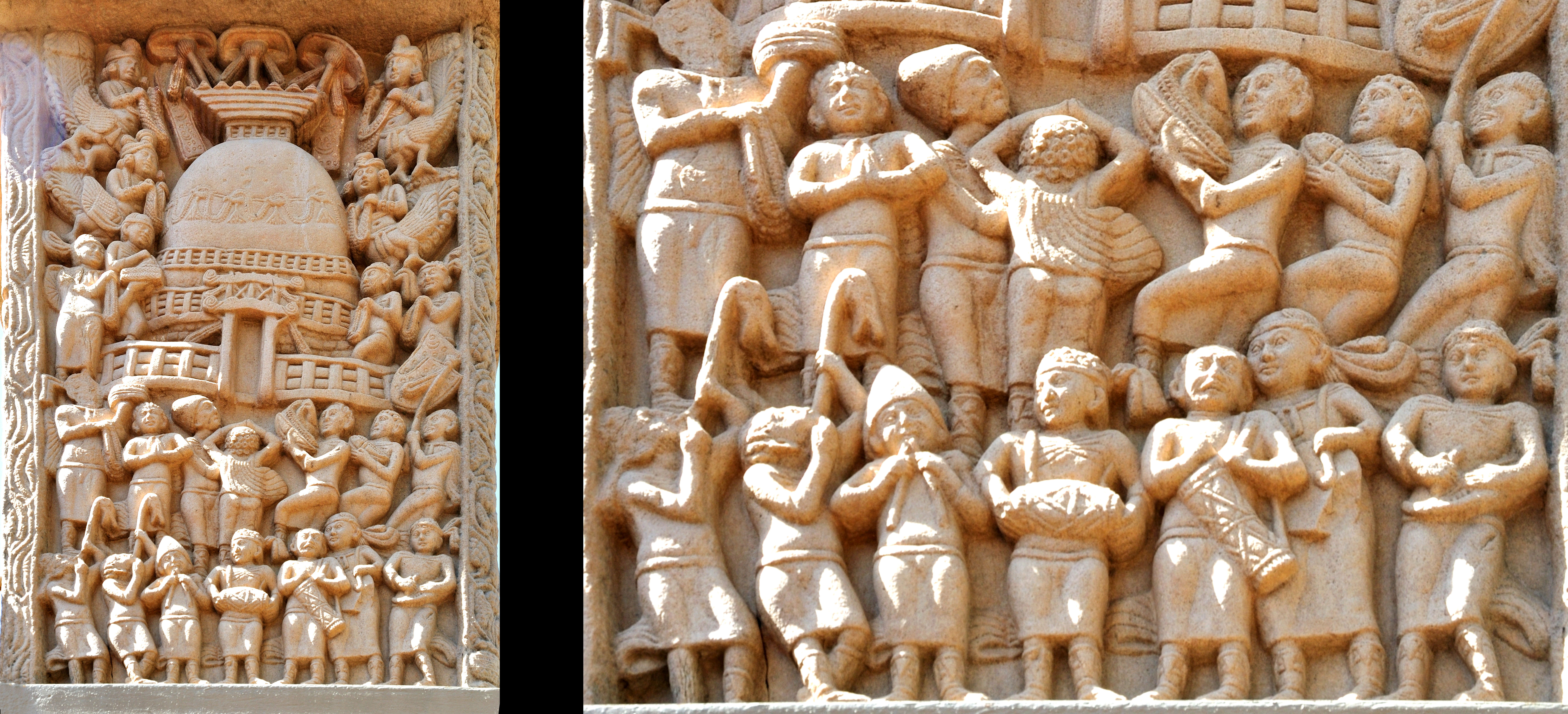
스투파 1 북쪽 문루의 외국인들.

산치의 일부 프리즈(벽면 장식)에는 그리스 복장을 한 신도들이 보인다. 남성들은 짧고 곱슬거리는 머리에 고대 그리스 주화에서 흔히 볼 수 있는 종류의 머리띠를 착용하고 있다. 의복 또한 튜닉, 망토, 샌들을 갖춘 그리스 양식이다. 악기도 아울로스라고 불리는 이중 플루트처럼 매우 특징적이다. 카르닉스와 같은 뿔도 보인다. 이들은 모두 스투파 입구에서 축하하고 있다. 이들은 북서인도에서 온 외국인들, 아마도 말라, 인도-스키타이 또는 인도-그리스인들이 스투파를 방문하는 모습일 것이다.
산치의 야바나 기증자들로부터 세 개의 비문이 알려져 있는데, 가장 명확한 비문은 "세타파티야사 요나사 다남"("세타파타의 요나인의 선물")이라고 쓰여 있다. 세타파타는 불확실한 도시이다.

### 서인도의 불교 석굴

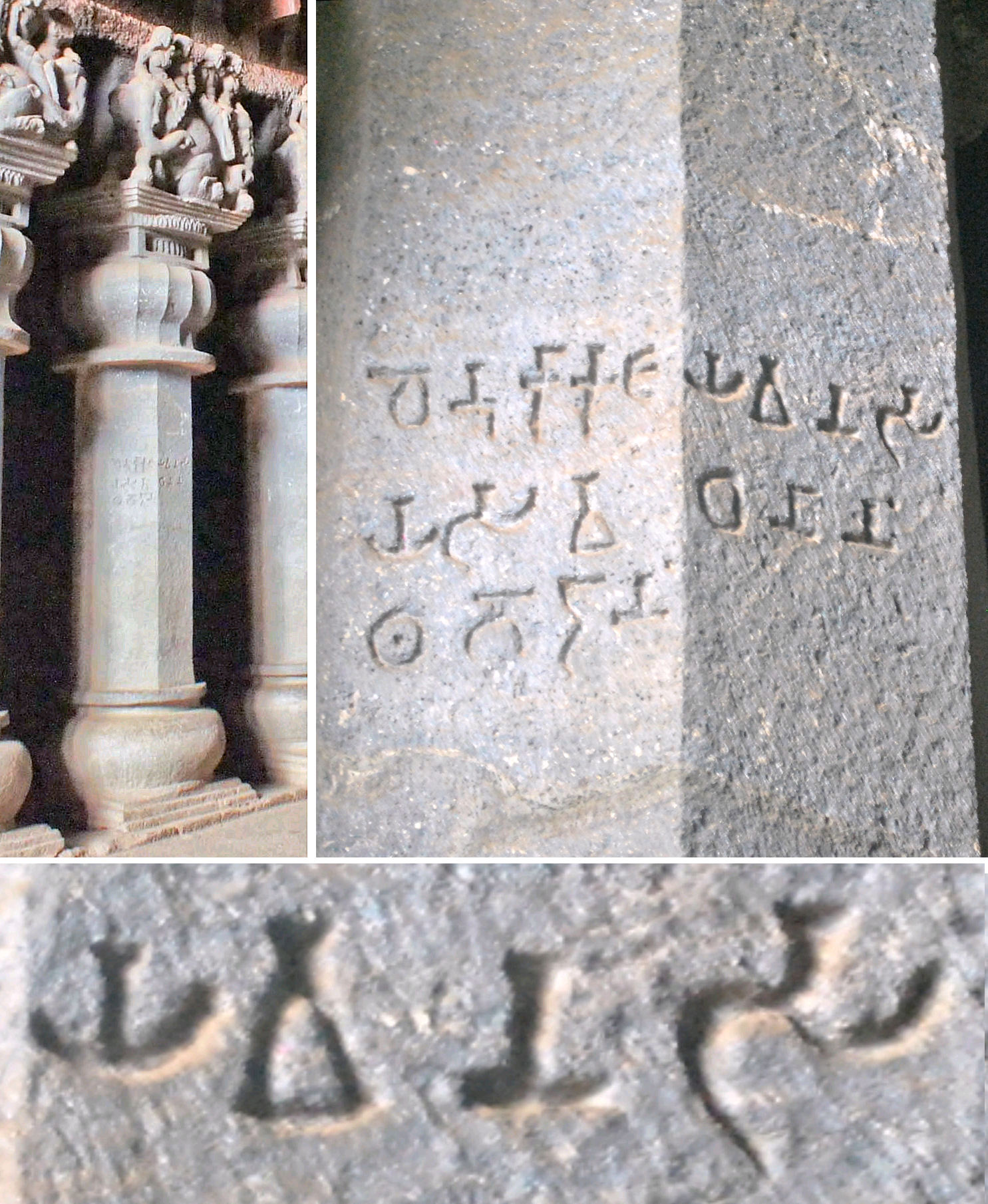
칼라 석굴의 대 차이티야 왼쪽 기둥 9번. 이 기둥은 서기 120년경에 야바나인에 의해 봉헌되었으며, 다른 5개의 기둥도 마찬가지이다. 이 기둥의 비문은 "Dhenukakata Yavanasa/ Yasavadhanana[m]/ thabo dana[m]"이라고 쓰여 있다. 즉, "이 기둥은 데누카카타 출신의 야바나인 야사바다나의 선물이다." 아래: "야-바-나-사"(야바나의 형용사 형태, 브라흐미 문자 𑀬𑀯𑀦𑀲) 단어의 상세.

서기 120년에 서사트라프 나하파나가 건설하고 봉헌한 칼라 석굴의 대 차이티야에는 스스로를 야바나인이라고 밝힌 기증자들의 6개 비문이 있는데, 이들은 6개의 기둥을 기증했지만 그들의 이름은 불교식 이름이다. 이들은 차이티야 기둥에 알려진 봉헌 비문의 거의 절반을 차지한다.
- 왼쪽 줄의 세 번째 기둥:

"(이) 기둥(은) 데누카카타 출신의 야바나 시하다야의 선물이다"
- 왼쪽 줄의 네 번째 기둥:

"데누카카타 출신의 야바나 담마의 (선물)"
- 왼쪽 줄의 아홉 번째 기둥:

"(이) 기둥(은) 데누카카타 출신의 야바나 야사바다나의 선물이다"
- 오른쪽 줄의 다섯 번째 기둥:

"이 기둥은 우메하나카타 출신의 야바나 비타삼가타의 선물이다"
- 오른쪽 줄의 13번째 기둥:

"(이) 기둥(은) 데누카카타 출신의 야바나 다마다야의 선물이다"
- 오른쪽 줄의 15번째 기둥:

"(이) 기둥(은) 데누카카타 출신의 야바나 촐라야카의 선물이다"
데누카카타는 칼리 시 근처의 다나후로 추정된다. 다른 비문의 다른 기증자들은 이를 "바니야-가마"(상인 공동체)로 묘사한다.
야바나인들은 또한 나시크 석굴에서 완전한 동굴(17번 동굴)을 기증한 것으로 알려져 있으며, 준나르 석굴에서도 비문과 함께 기증을 한 것으로 알려져 있다.

## 인도 문학에서
야바나인 또는 요나인들은 고대 인도 문헌에서 캄보자인, 사카인, 파흘라바인, 기타 북서부 부족들과 함께 자주 목록에 등장한다.

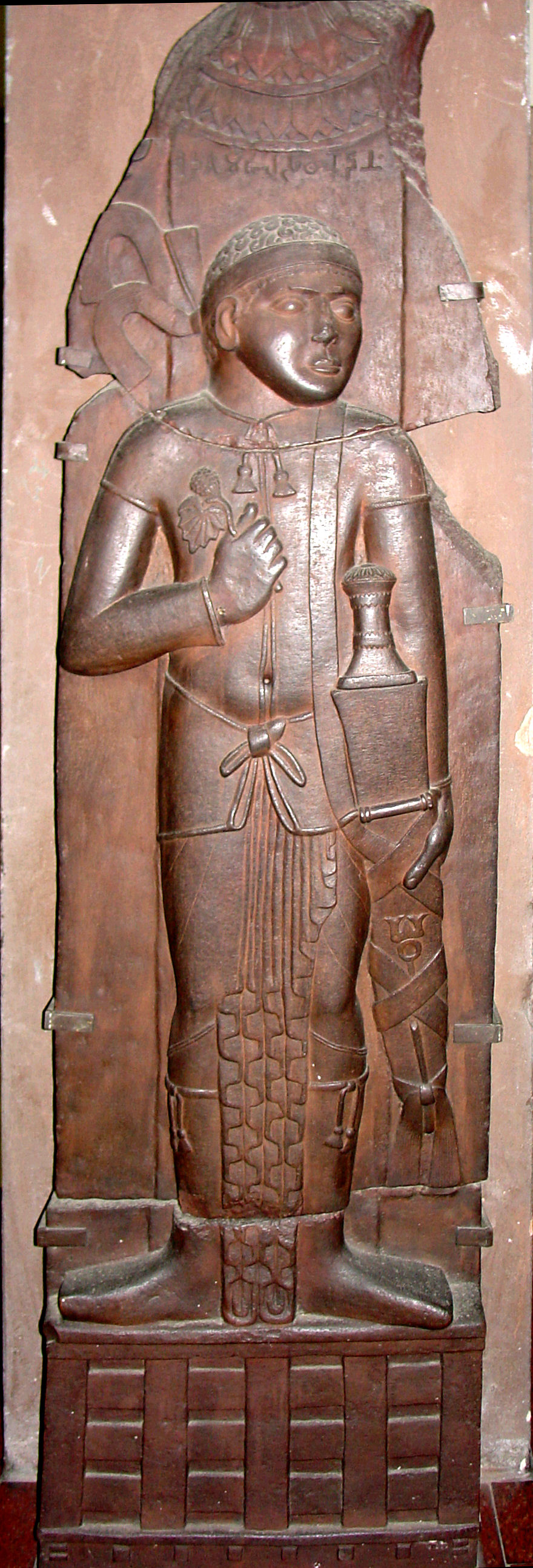
바르후트 출신의 그리스 전사(왕의 머리띠, 튜닉 등)로 추정되는 베디카 기둥. 바르후트, 마디아프라데시, 숭가 시대, 기원전 100~80년경. 붉은 갈색 사암. 인도 박물관, 캘커타.

마하바라타는 야바나인을 캄보자 및 치나와 함께 "믈레차"(야만족)라고 부른다. 샨티 파르바 부분에서는 야바나인이 캄보자, 키라타, 사카, 파흘라바 등과 함께 다슈(도적)의 삶을 사는 것으로 언급된다. 같은 파르바의 다른 장에서는 야우나, 캄보자, 간다라 등이 "스바파카"와 "그리드라"와 동등하게 언급된다.
마하바라타의 우디오가파르바는 캄보자, 야바나, 사카의 연합군이 캄보자 왕 수닥시나의 최고 지휘 아래 마하바라타 전쟁에 참전했다고 말한다. 이 서사시는 이 연합군이 매우 사납고 분노에 차 있었다고 수없이 칭찬한다.
라마야나의 발라 칸다 또한 야바나를 캄보자, 사카, 파흘라바 등과 함께 묶어 현자 바시슈타에 대항하는 베다 왕 비슈바미트라의 군사 동맹으로 언급한다. 라마야나의 키슈킨다 칸다는 사카, 캄보자, 야바나, 파라다가 히마바트 (즉 힌두쿠시) 너머의 극북서부에 위치한다고 언급한다.
비샤카다타의 불교극 무드라락샤사와 자이나교 작품인 파리시슈타파르반은 찬드라굽타가 히말라야 왕 파르바타카와 동맹을 맺은 것을 언급한다. 이 히말라야 동맹은 찬드라굽타에게 사카, 캄보자, 야바나, 파라시카, 바흘리카 등 변경 무장 부족들로 구성된 강력한 연합군을 제공했으며, 그는 이를 이용하여 알렉산드로스 대왕의 그리스 후계자들과 난다 왕국의 마가다 통치자들을 격파하고 북인도에 마우리아 제국을 세웠을 것으로 보인다.
마누 법전은 야바나를 캄보자, 사카, 파흘라바, 파라다 등과 함께 나열하고 그들을 타락한 크샤트리야(힌두교 카스트)로 간주한다. 마하바라타의 아누샤사나파르바도 야바나, 캄보자, 샤카 등을 같은 시각으로 본다. 파탄잘리의 마하바샤는 야바나와 사카를 아니르바시타(순수한) 수드라로 간주한다. 가우타마-다르마수트라는 야바나 또는 그리스인들이 수드라 여성과 크샤트리야 남성으로부터 유래했다고 본다.
마지히마 니카야의 앗살라야나 수타는 요나와 캄보자 민족에 두 계급의 사람만이 있었다고 증언한다. 바로 아리아인과 다사로, 즉 주인과 노예였으며, 아리아인이 다사가 될 수 있고 그 반대도 가능했다. 비슈누 푸라나 또한 동쪽의 키라타, 서쪽의 야바나와 캄보자 등지의 땅에는 "차투르바르나" 또는 네 계급 사회 시스템이 없었다고 지적한다.
수많은 푸라나 문학에서는 야바나를 사카인, 캄보자, 파흘라바, 파라다와 함께 묶어 이들의 독특한 헤어스타일이 힌두교도들과 다르다고 언급한다. 파니니의 가나파타는 야바나와 캄보자 사이에서 짧게 깎은 머리(캄보자-문다 야바나-문다)를 하는 관습이 있었음을 증명한다.
카타야야나의 바르티카는 샤카와 야바나의 왕들 또한 캄보자 왕들처럼 각자의 부족 이름으로 불릴 수 있음을 알려준다.
크셰멘드라의 브리하트카타만자리는 비크라마디티야 왕이 샤카, 캄보자, 야바나, 투샤라, 파라시카, 후나 등과 같은 야만인들을 완전히 전멸시킴으로써 신성한 대지에서 이 죄인들을 없앴다고 알려준다.
브라흐만다 푸라나는 야바나 지역에서 태어난 말들을 언급한다.
마하니데사는 요나와 파라마 요나를 언급하는데, 이는 아마도 아라코시아를 요나로, 박트리아를 파라마 요나로 지칭하는 것일 것이다.

## 후대의 의미

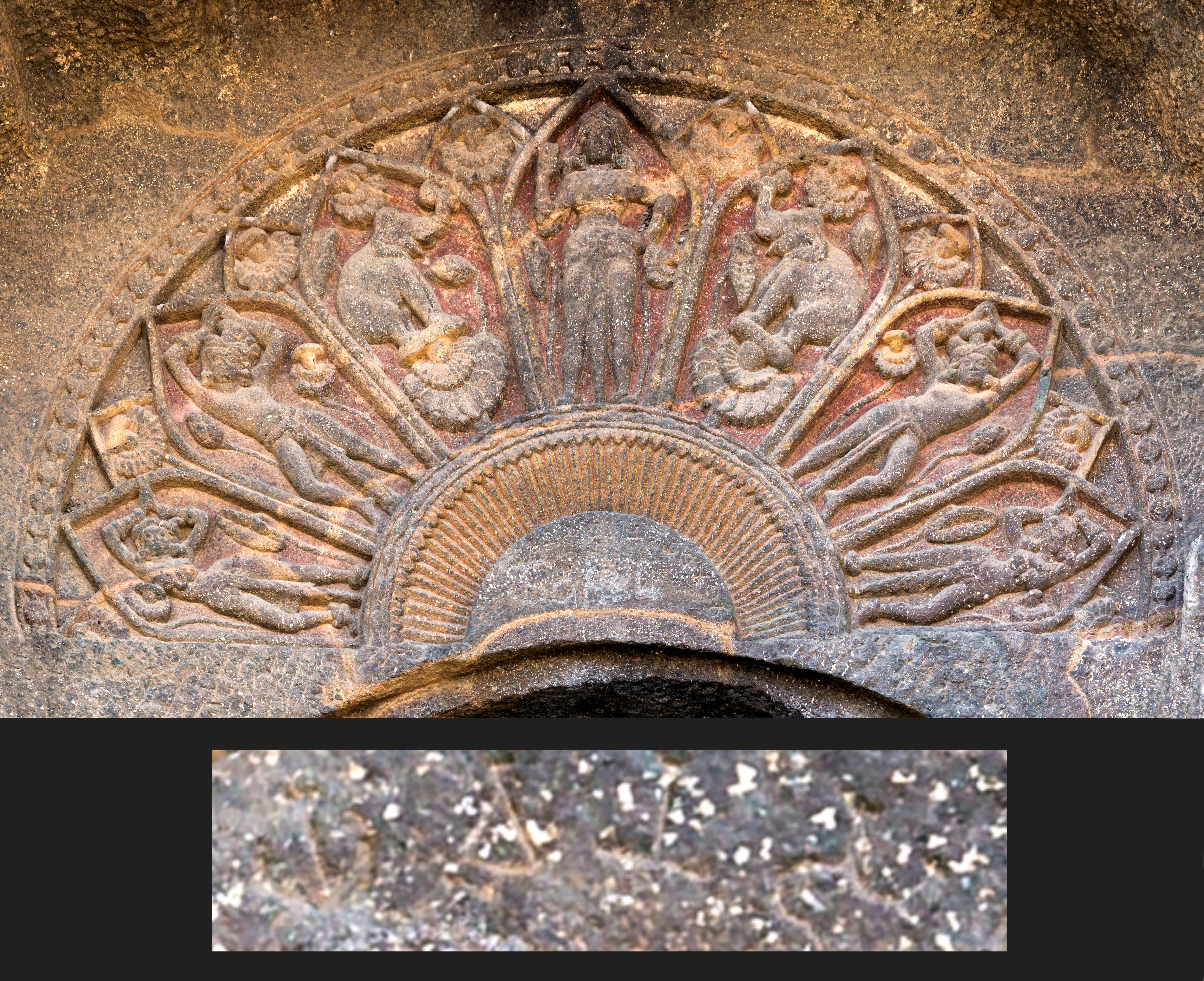
만모디 석굴의 차이티야 홀 파사드는 연꽃 중앙의 평평한 표면에 새겨진 비문에 따르면 야바나인이 기증했다. 브라흐미 문자로 새겨진 "야-바-나-사" 원형 비문(𑀬𑀯𑀦𑀲), c. 기원전 120년.

"요나", "요나카" 또는 "야바나"라는 용어는 문자적으로 그리스인을 지칭했지만, 침략자로서의 야만적인 행동 때문에 "믈레차"도 사용되었다. 인도 언어는 초기에 종교에 따른 구별을 두지 않았지만, 이슬람교가 인도 아대륙에 도래한 이후에는 야바나라는 용어가 이슬람을 종교로 표방하는 침략자들을 지칭하기 위해 무슬만 또는 무슬림보다는 투루카, 투루스카, 타지크, 아랍과 함께 사용되었다.
참파의 참족은 대월을 "야바나"라고 불렀다고 여겨진다. 하지만 이 주장은 대부분 모호하다. 참족 자료들은 대월을 나가라 유엔(참어: 나가라 이반, 문자적으로 "베트국")이라고 지칭하고, 베트족을 유엔(이반)이라고 부른다. 참족 자료에 있는 두 용어 모두 참어 문자로 쓰여졌으며, 첫 기록은 하리바르만 1세 재위 기간인 1142년으로, 참족의 유엔과 인도의 야바나가 연관되어 있다는 언어학적 증거는 거의 없다. 마찬가지로 키어난의 크메르 유온에 대한 주장과 관련하여, 베트족에 대한 참족의 언급은 "웨" 또는 "비엣"에서 유래했을 것이어야 한다.
크메르어 단어 "유온"(yuôn) យួន /yuən/은 베트남인을 비하하는 인종적 비속어로 여겨졌으며, 그리스인을 지칭하는 인도어 "야바나"에서 유래했다고 생각되었지만, 실제로는 "야바나"가 아닌 "비엣" 또는 "웨"라는 단어를 음역한 것이다. 이는 크메르어 단어 유온이 "야바나"의 'v'가 아닌 이중모음 'uo'로 철자되기 때문이다. 키어난에 따르면, "폴 포트 정권은 프랑스 동양학자들을 따라 하노이와의 갈등을 천년 민족 서사시의 일부로 신화화했다"; 따라서 그들은 유온의 의미를 야만인, 외국인으로 오인하게끔 변경했다.
싱할라어 용어인 요나카(Yonaka)는 스리랑카 무어인을 지칭하는데, 요나(Yona)라는 용어에서 유래했을 것으로 추정된다.

## 현대적 사용
요나(Yona)라는 단어 또는 그 파생어 중 하나는 아랍어(يونان), 히브리어(יוון‎), 튀르키예어("Yunanistan"), 아르메니아어(Հունաստան 후니스타안), 현대 아람어(ܝܘ̈ܢܝܐ 야우노예), 또는 파슈토어, 힌디어, 우르두어, 말레이어, 인도네시아어("유나니")와 같이 일부 언어에서 오늘날의 그리스를 지칭하는 데 여전히 사용된다.

## 같이 보기
- 그리스계 인도인
- 그리스 불교
- 그리스인의 이름
- 불교의 역사
- 캄보자
- 믈레차
- 야바나 라니

## 참고 문헌
- The shape of ancient thought. Comparative Studies in Greek and Indian philosophies, by Thomas Mc Evilly (Allworth Press, New York 2002) ISBN 1-58115-203-5
- Liber Genesis 10:2. "Filii Iapheth: Gomer et Magog et Madai et Iavan et Thubal et Mosoch et Thiras." Nova vulgata.